# Thruxton Circuit

Thruxton circuit vliegveld kaart met gegevens die worden weergegeven

Thruxton Circuit is een autoracecircuit in Thruxton, Hampshire, Engeland. Het is gebouwd in 1940 als vliegveld voor de USAF en de RAF, en gebruikt om met (zweef)vliegtuigen manschappen te vervoeren voor de landing in Normandië. 
In 1946 werd het vliegveld gesloten. Het werd gebruikt als motorracecircuit (o.a. Thruxton 500) vanaf 1950 en als autorace circuit vanaf 1952. 

## Het circuit
Het circuit is 3,793 km lang en heeft 11 bochten. Het baanrecord staat op naam van Earl Goddard, een 1:01.96. Het circuit mag maar 12 dagen per jaar gebruikt worden. Drie dagen zijn voor motorraces waarvan een weekend voor het British Superbike Championship, de andere dagen zijn voor het British Touring Car Championship, British F3 en het British GT Championship. Op alle dagen worden de gebouwen gebruikt door Radio Thruxton, die ook verslag doet van de races.